# De affaire Chichi
De affaire Chichi is het 91ste stripverhaal van De Kiekeboes. De reeks wordt getekend door striptekenaar Merho. Het album verscheen in november 2001.
Opvallend aan de uitgave van dit stripverhaal, is dat bij de heruitgave onder de nieuwe naam 'De Kiekeboes' (Voorheen heette het nog 'Kiekeboe') uit 2010 de strip in vier uitgaves verscheen. Allen met een speciaal geïllustreerde cover. Zo was er een van de hand van Merho zelf, maar ook een van Cambré, Karl en Bosschaert.

## Verhaal
Dertig jaar geleden trouwde Firmin Van de Kasseien met Yvonne (Chichi genaamd). Al die jaren leidde hij het bedrijf van de vader van Yvonne, maar nu is zij het liegen en bedriegen van haar echtgenoot beu. Ze beslist de zaak te verkopen aan de Japanse zakenman Oegata. Van de Kasseien, die vreest voor zijn geld, ziet dat plan helemaal niet zitten. Hij zoekt al lang een manier om van zijn vrouw af te geraken, zodat hij vrij spel heeft bij de vrouwen, zonder te moeten vrezen dat zij erachter komt. Daarom zet hij een plan op het getouw, waarbij zijn vrouw gekidnapt wordt. Om terug bevrijd te worden, moet Yvonne een financiële volmacht geven aan Firmin Van de Kasseien, die op die manier zonder problemen met het geld ertussenuit kan knijpen. Het plannetje lijkt te lukken, net tot wanneer de familie Kiekeboe op verschillende manieren bij het complot betrokken raakt. De vriendin van Fanny, Alanis, papt namelijk aan met een van de ontvoerders, Benny, die ze ontmoet op het strand in Cap Seize. Benny nodigt hen, onwetend, uit voor een gezellig avondje. Alanis is al redelijk beschonken, maar Fanny ruikt onraad en gaat een kijkje nemen in de kelder, waar ze Yvonne Van de Kasseien vindt. En dan neemt het verhaal een verrassende wending...